# Просторне
Просто́рне (до 1948 року — Яни-Шири́н, Новий Ширин, крим. Yañı Şirin, нім. Neue Shirin) — село в Джанкойському районі Автономної Республіки Крим. Розташоване на сході району. Центр Просторненської сільської ради. Населення — 761 особа за переписом 2001 року.

## Географія
Просторне — село у степовому Криму, майже на межі Джанкойського району з Нижньогірським. Село розташоване на правому березі колишнього струмка, перетвореного нині на колектор Північно-Кримського каналу. Висота над рівнем моря — 7 м. На південному заході до села примикає Бородіно. Сусідні села: Нижні Острожки (2,5 км на захід), Слов'янське (2 км на північ), Апрелівка (4 км на північний схід), а також село Великосілля Нижньогірського району (4 км на південний схід). Відстань до райцентру — близько 27 кілометрів, найближча залізнична станція — Азовська (на лінії Джанкой — Феодосія) — близько 13 км.

## Історія
Селище Ширин Новий (інші варіанти назви Альт-Ширин, Ней-Ширин, Дейч-Ширин, Ширин Німецький і Ново-Ширин) було засновано німцями-колоністами на 1000 десятинах землі у 1890 році. Ширин згадується у Календарі і Пам'ятній книжці Таврійської губернії на 1900 рік як хутір німців-менонітів з п'яти дворів в яких мешкало 34 поселенці. А згідно з Статистичним довідником Таврійської губернії за 1915 рік на хуторі Ширин (німецький) Ак-Шейхської волості Перекопського повіту вже було 59 мешканців.
За радянської влади, коли в результаті адміністративних реформ початку 1920-х років була скасована волосна система, Ширин Новий, у якому мешкало 40 жителів, з яких 39 — німців увійшов до Антонівської сільради Джанкойського району Кримської АСРР. Після утворення у 1935 році Колайського району (1944-го перейменований у Азовський) хутір включили до його складу.
Невдовзі після початку німецько-радянської війни, 18 серпня 1941 року кримські німці були депортовані, спочатку в Ставропольський край, а потім у Сибір і північний Казахстан. 18 травня 1948 року указом Президії Верховної Ради РРФСР Ново-Ширин (Ширин Новий) був перейменований на село Просторне.
У грудні 1962 року указом Президії Верховної Ради УРСР Азовський район був скасований і Просторне увійшло до Джанкойського району.